# O barré verticalement
Pour les articles homonymes, voir O barré.
L’o barré verticalement, ‹   ›, est une lettre additionnelle de l’alphabet latin utilisée dans l’alphabet de Metelko au XIXe siècle et dans l’Unifon. Elle a aussi été proposée comme symbole phonétique par Chao Yuen Ren.

## Utilisation
Isaac Pitman a utilisé l’o barré verticalement dans une version d’essai de l’alphabet phonotypique de 1843.

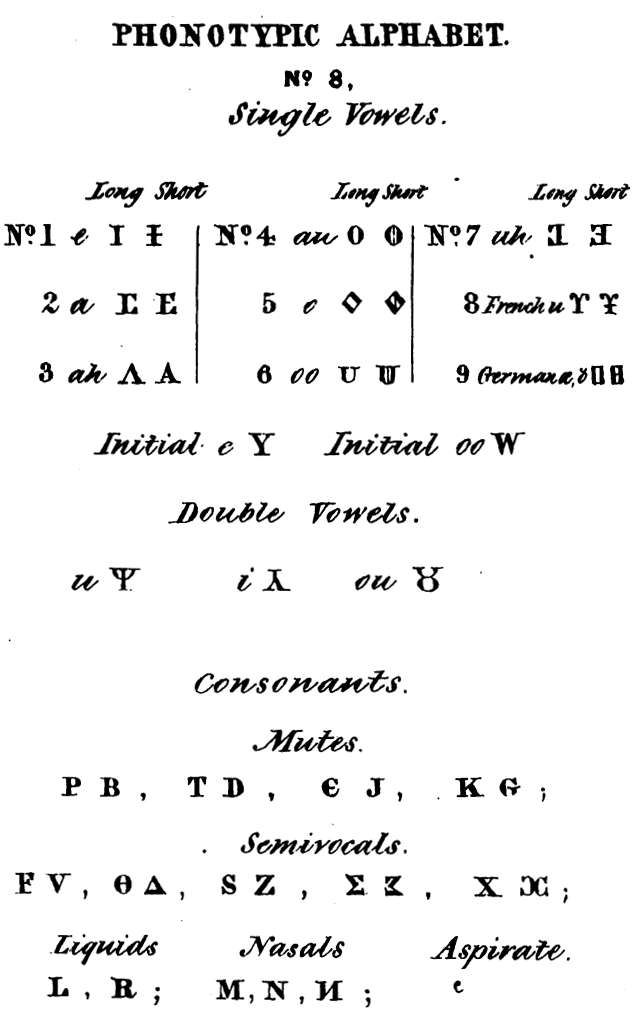
Alphabet phonotypique no 8 de septembre 1843 avec un lettre o barré verticalement.

## Représentation informatique
L’o barré verticalement n’a pas été ajouté a un codage standard.
La forme du caractère est similaire au ou long ‹ 𐐅 𐐭 › de l’alphabet deseret.

## Sources
- (en) Y. R. Chao, « The Non-uniqueness of Phonemic Solutions of Phonetic Systems (音位標音法的多能性) », 歷史語言研究所集刊, vol. 4, no 4,‎ 1934, p. 363-390 (lire en ligne)
- (en) Isaac Pitman, « On phonetic printing », The Phonotypic Journal, vol. 3,‎ janvier 1844, p. 2 (lire en ligne)
- (en) Margaret S. Ratz, Unifon: A design for teaching reading, Western Pub. Educational Services, 1966
- (sl) Jože Toporišič, « Metelčica », dans Enciklopedija Slovenije, vol. 7, Ljubljana, Mladinska knjiga, 1993, p. 103-104